# Sirnabaya (Rajadesa)
Sirnabaya is een bestuurslaag in het regentschap Ciamis van de provincie West-Java, Indonesië. Sirnabaya telt 4197 inwoners (volkstelling 2010).